# Paula Leitón
Paula Leitón (n. 27 aprilie 2000, Goá⁠(d), Galicia, Spania) este o sportivă ce a reprezentat Spania, medaliată olimpică. A participat la 3 ediții ale Jocurilor Olimpice (2016, 2020, 2024) în care a câștigat o medalie de aur și o medalie de argint.